# Nyarundari
Nyarundari är ett periodiskt vattendrag i Burundi.   Det ligger i provinsen Bubanza, i den västra delen av landet, 28 km nordväst om huvudstaden Bujumbura.
Omgivningarna runt Nyarundari är en mosaik av jordbruksmark och naturlig växtlighet. Runt Nyarundari är det ganska tätbefolkat, med 155 invånare per kvadratkilometer.